# Route nationale 51 (Vietnam)
Pour les articles homonymes, voir Route nationale 51.
La route nationale 51 (vietnamien : Quốc lộ 51) est une route nationale au Viêt Nam.

## Parcours
La route nationale 51 part de la ville de Biên Hòa (province de Dong Nai) et se termine dans la ville de Vũng Tàu (Province de Bà Rịa-Vũng Tàu).
Longue de 86 km la route nationale 51 passe par les localités suivantes : Phú Mỹ, Ba Ria et Vũng Tàu. La route nationale 51 fait partie de la route asiatique 17 (AH17).
La route 51 dessert de nombreuses zones industrielles ainsi que l'Aéroport international de Long Thành.